# Descartesov teorem
Descartesov teorem govori o odnosu četiriju kružnica koje se međusobno dodiruju, ali se ne sijeku. Teorem se može upotrijebiti za izračun četvrte kružnice od tri zadane.

## Izraz teorema
Za četiri kružnice radijusa ri (i = 1, ..., 4) definirana je zakrivljenost k relacijom ki= 1/ri. Ako se kružnice dodiruju tada se njihove zakrivljenosti odnose kao:
{\displaystyle (k_{1}+k_{2}+k_{3}+k_{4})^{2}=2\,(k_{1}^{2}+k_{2}^{2}+k_{3}^{2}+k_{4}^{2}).}
Iz toga slijedi da je zakrivljenost četvrtog kruga:
{\displaystyle k_{4}=k_{1}+k_{2}+k_{3}\pm 2{\sqrt {k_{1}k_{2}+k_{2}k_{3}+k_{3}k_{1}}}.}
Pojava ± znaka upućuje na činjenicu da postoje dva rješenja: jedno je kružnica koja opisuje sve tri zadane kružnice, a drugo je kružnica koja se nalazi unutar njih.